# Keith Langford
Pour les articles homonymes, voir Langford.
Keith Langford, né le 15 septembre 1983 à Fort Worth au Texas, est un joueur américain de basket-ball. Il évolue aux postes d'arrière et d'ailier.

## Carrière
Keith Langford grandit à Fort Worth au Texas et joue pour l'école de North Crowley. Il joue ensuite au niveau universitaire pour l'équipe des Jayhawks de 2001 à 2005 et atteint deux fois le Final Four.
Il n'est pas sélectionné lors de la draft 2005 de la NBA et signe avec les Flyers de Fort Worth de la NBA Development League. Il joue deux matches avec les Spurs de San Antonio lors de la Saison NBA 2007-2008. Il joue le reste de la saison 2007-2008 dans la ligue italienne avec le club du Pallacanestro Biella. La saison suivante, il évolue avec le Virtus Bologne avec qui il remporte l'EuroChallenge et est nommé MVP du Final Four. En juin 2009, il signe un contrat de deux ans avec le BC Khimki Moscou de la Superligue de Russie.
En 2011-2012, il évolue avec le Maccabi Tel-Aviv, club avec lequel il remporte la Ligue adriatique en s'imposant, lors du Final Four disputé à Tel Aviv, 87 à 77 face au club croate de KK Cedevita. Il est désigné meilleur joueur de ce Final Four.
Keith Langford joue entre 2012 et 2014 à l'Olimpia Milan. Il est le meilleur marqueur de l'Euroligue 2013-2014 avec une moyenne de 17,6 points par rencontre et reçoit le trophée Alphonso-Ford.
En 2014, il est proche de recevoir la nationalité turque et de jouer avec l'équipe de Turquie pour la coupe du monde 2014 mais les négociations échouent.
En mai 2017, Langford, qui joue à l'UNICS Kazan, remporte de nouveau le trophée Alphonso-Ford qui récompense le meilleur marqueur de la saison régulière de l'Euroligue 2016-2017.
Langford rejoint le club chinois des Shenzhen Leopards à l'été 2017 mais quitte le club au début de l'année 2018. En mars 2018, il rejoint le club israélien du Maccabi Rishon LeZion.
À l'été 2018, Langford signe un contrat d'un an avec le Panathinaïkos, club grec de première division.
En juillet 2019, Langford change de club mais reste à Athènes : il rejoint l'AEK Athènes. À l'issue de la saison, il prolonge son contrat pour une année et une deuxième en option.